# Magili
Magili är en grotta i Armenien.   Den ligger i provinsen Vajots Dzor, i den södra delen av landet, 80 kilometer sydost om huvudstaden Jerevan. Magili ligger 1 206 meter över havet.
Terrängen runt Magili är kuperad åt nordväst, men åt sydost är den bergig. Närmaste större samhälle är Yeghegnadzor, 13,1 kilometer öster om Magili. 
Trakten runt Magili består i huvudsak av gräsmarker. Runt Magili är det ganska glesbefolkat, med 28 invånare per kvadratkilometer.